# 데즈풀 미사일

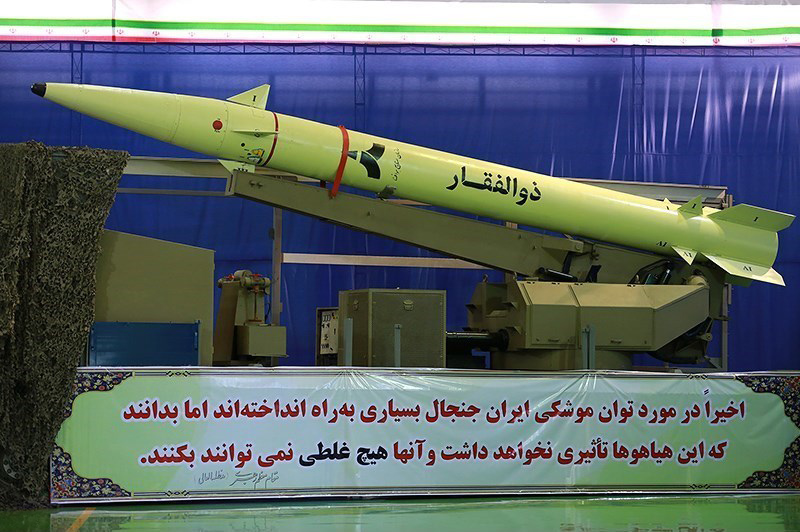
이란 졸파가르 미사일

데즈풀 미사일(Dezful)은 이란의 중거리 탄도 미사일(MRBM)이다.

## 역사
2019년 2월 7일, 이란 혁명수비대는 지하에 구축한 탄도미사일 제조시설과 개발실을 촬영한 동영상을 처음으로 공개했다. 혁명수비대의 모하마드 알리 자파리 총사령관은 "지하 탄도미사일 제조시설을 공개한 것은 서방의 쓸데없는 언급에 대한 답이다"라며 "서방은 협박과 제재로 우리의 장기적인 목표를 좌절시킬 수 있다고 생각하지만 큰 오산이다"라고 비판했다. 이어 "혁명수비대는 이제 초정밀 탄도미사일과 스마트 미사일을 자체로 대량 생산할 수 있는 능력을 보유했다"며 "이란의 자주국방 프로그램은 (서방과) 교환하거나 협상할 사안이 아니다"라고 강조했다.
공개 당시 이란군 장군은 이 미사일이 사거리 700 km, 탄두중량 450 kg인 구형 1단 고체연료 졸파가르 미사일(Zolfagahar)를 개량한 것이라고 주장했다. 파괴력은 졸파가르의 두 배라고 이란군은 강조했다.
이란은 2000 km에 달하는 최대 사거리를 자발적으로 1000km로 제한했다. CEP 50 m이다.

## 관련정보
2014년 8월 18일, 미국 지질조사국(USGS)이 이란 서부 데즈풀 인근에서 오전 규모 6.3의 지진이 발생했다고 전했다. 진원의 깊이는 10 km다.

## 같이 보기
- 데즈풀 제4공군기지 - 데즈풀 공항